# Шаркс (регбийный клуб)
«Шаркс» (англ. Sharks — «акулы») — южноафриканский регбийный клуб, выступающий в международном чемпионате Супер Регби, объединяющем лучшие команды Южного полушария. Коллектив базируется в Дурбане и функционирует совместно с клубом «Натал Шаркс», который выступает в турнире рангом ниже, кубке Карри. Большие «Шаркс» обладают статусом региональной команды: состав «акул» подбирается из сильнейших игроков провинции Квазулу-Натал.
В 1993—1995 ЮАР была представлена в Супер 10 тремя командами. Право сыграть на международной арене получали призёры кубка Карри, и команда «Натал» проходила отбор в 1993 и 1994 годах. Во втором сезоне южноафриканцы заняли второе место, уступив в финальном матче австралийцам из «Квинсленда» (10:21). В 1996 и 1997 годах, вместе с расширением числа участников до 12, увеличилась и квота ЮАР. Отныне страну представляли четыре лучших клуба кубка Карри, и регбисты «Натал» сыграли в суперсерии ещё дважды. Затем, в 1997 году команда получила статус провинциальной и стала официально называться «Костал Шаркс» (англ. Coastal Sharks — «акулы побережья»).
«Акулы» ни разу не становились чемпионами Супер Регби, однако четыре раза клуб играл в финале этого турнира (1996 как «Натал», 2001, 2007, 2012). В 2005 году команда получила возможность вызывать игроков из двух клубов Восточно-Капской провинции — «Майти Элефантс» (Порт-Элизабет) и «Буллдогс» (Ист-Лондон). Впрочем, в 2006 году оба клуба перешли в структуру недавно образованной команды «Саутерн Спирс», которая, как предполагалось, будет принимать участие в играх Супер 14 с 2007 года. Тем не менее, «Спирс» так и не вошли в число участников суперсерии. В 2011 году главный клубный турнир южных стран снова был расширен за счёт присоединения пятой австралийской команды. С тех пор чемпионат носит нынешнее название — Супер Регби — и включает 15 клубов.
Капитаном «Шаркс» является Киган Дэниэл, в команде также играют многие представители сборной ЮАР: Тендаи Мтаварира, Виллем Альбертс, Джей-Пи Питерсен, Патрик Ламби, братья Бисмарк и Джанни дю Плесси. Кроме того, в прошлом команду представлял известный французский игрок Фредерик Мишалак.

## История

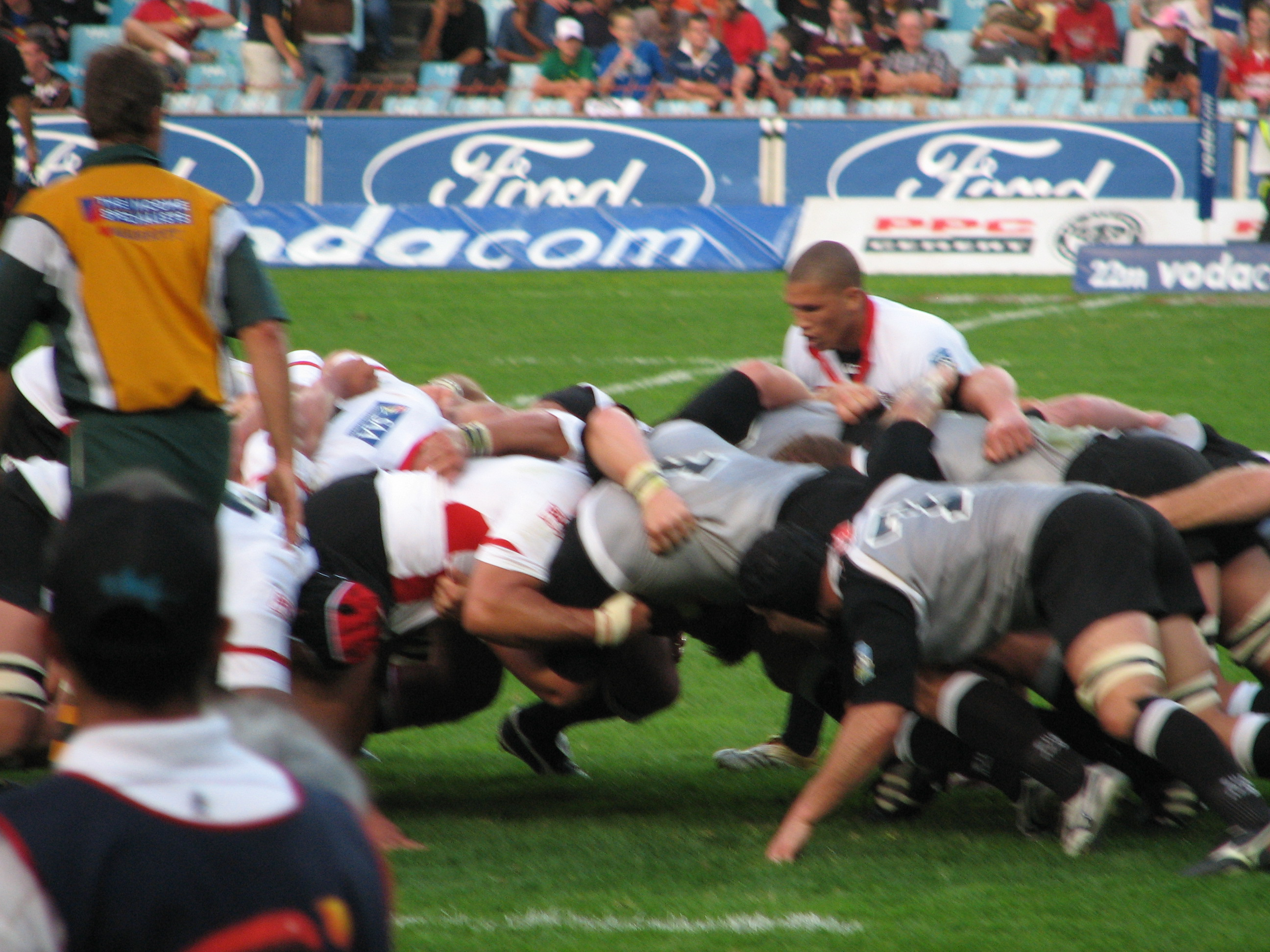
«Кэтс» играют против «Шаркс», 2006 год.

Команда «Натал» играла в международных турнирах Южного полушария с 1993 года, то есть с момента зарождения южной суперсерии. В первом сезоне регбисты играли в группе «А» вместе с командами Окленда, Западного Самоа, Квинсленда и Отаго. Южноафриканцы заняли второе место с 12 очками, лидером же группы стал Окленд, набравший 16 баллов. В следующем сезоне игроки «Натал» сразились с соперниками из Нового Южного Уэльса, Западного Самоа, Окленда и Уаикато в рамках матчей группы «Б». На этот раз африканцы сумели возглавить группу, обеспечив выход в финал. Решающий матч команда проиграла сборной Квинсленда (10:21). Сезон 1995 года клуб пропустил.
Клуб «Натал» был среди участников первого розыгрыша Супер 12 в 1996 году. После одиннадцати игр регулярного сезона команда оказалась на четвёртом месте, что позволило южноафриканцам сыграть в плей-офф. В 1/2 финала регбисты переиграли «Квинсленд» (43:25), однако в решающем матче сильнее оказались соперник — «Окленд» (21:45). Через год команда снова пробилась в решающую стадию, но завершила выступления уже по итогам полуфинала, проиграв всё тому же «Окленду».
В 1998 году команда выступила под названием «Костал Шаркс». Клуб одержал 7 побед в 11 играх сезона, финишировав на третьем месте — лучший показатель в истории на тот момент. Более уверенная игра в регулярном чемпионате не помогла «акулам» развить успех в плей-офф: южноафриканцы во второй раз подряд покинули турнир по итогам полуфинальных игр (поражение от «Крусейдерс»). Очередной сезон стал для «Шаркс» провальным, поскольку регбисты стали только седьмой командой сезона. Скорый регресс клуба достиг кульминации в последнем розыгрыше XX века, когда коллектив закончил сезон на последнем месте. Тем неожиданнее для болельщиков и экспертов стал выход «акул» на второе место по итогам 2001 года. Клуб преодолел барьер 1/2 финала, обыграв «Кэтс», но затем уступил «Брамбиз».
Сезон 2002 года отчасти подтвердил противоречивость прошлогодних успехов «Шаркс»: спортсмены из Дурбана заняли десятое место. Этот и несколько последующих сезонов (11 место в 2003 году, 7 — в 2004, 12 — в 2005) ознаменовали сложнейший период в истории клуба. Так, «Шаркс» не играли в плей-офф на протяжении пяти сезонов подряд: возможность побороться за титул была упущена и в 2006 году. Тогда лига приняла два новых клуба, а африканская команда заняла пятую позицию, упустив место в четвёрке из-за худшей разницы очков. И всё же в 2007 году череда неудач прервалась, «акулы» опередили всех конкурентов в регулярном сезоне и стали первым клубом ЮАР, принимавшим финальную игру первенства. Главный матч года против «Буллз» прошёл в упорной борьбе, но победа в очередной раз досталась сопернику «Шаркс». Судьбу матча решила попытка Брайана Хабаны, соответствие которой правилам игры вызвало в дальнейшем горячие споры.
По итогам сезона 2012 года в финал вышли два претендента на свой первый титул, «Шаркс» играли с новозеландцами из «Чифс». Удача сопутствовала «вождям», которые выиграли со счётом 37:6.

## Бренд
Команда долгое время была известна под неформальным названием «Банана Бойс» (англ. Banana Boys, африк. Piesangboere — «банановые парни»). В 1995 году было принято решение о претворении в жизнь проекта команды «Шаркс». Талисман «акул» был представлен публике в том же году. Ребрендинг клуба потребовал существенного финансирования, так как новый имидж клуба подразумевал и реорганизацию инфраструктуры и разработку новых программ работы с болельщиками.
Мнения относительно нового стиля команды разделились, причём весьма радикально. Часть болельщиков и представителей СМИ восприняли проект «акул» как противоречащий традициям и принципам регби. Впрочем, широкое освещение ребрендинга прессой и первый успешный сезон «Шаркс» впоследствии способствовали благоприятному восприятию бренда. Маркетинговая работа клуба была высоко оценена как маркетологами, так и регбийными специалистами. Число зрителей на трибунах возросло, увеличились продажи сезонных абонементов и клубной атрибутики. С 2001 года средняя посещаемость игр «Шаркс» превышает 30 000 болельщиков. Команду поддерживают жители различных регионов страны, а главные центры сторонников клуба расположены в Йоханнесбурге, Претории, Порт-Элизабет и Кейптауне. При этом, разумеется, большая часть болельщиков находится в представляемой клубом провинции Квазулу-Натал, в частности, в Дурбане и Питермарицбурге. В среде болельщиков клуба развита культура выездов с командой.

## Стадион
«Кингс Парк Стэдиум» в Дурбане был построен в 1891 году, в дальнейшем арена претерпела несколько реконструкций, одна из которых была проведена накануне мирового первенства 1995 года. Помимо «акул» объект используется «Натал Шаркс» во время матчей кубка Карри, также стадион принимает футбольные матчи. Среди жителей города арена известна как The Shark Tank.

## Текущий состав
Сезон 2013 года.

## Тренеры
В 1996—1999 команду возглавлял бывший тренер «Спрингбокс» Йен Макинтош. Ему ассистировал Хью Пис-Эдвардс. В 2000 году Рис-Эдвардс ступил на пост главного тренера, взяв в помощники Джейка Уайта и Аллистера Кутзее. Через год все трое покинули тренерский штаб, а с командой стала работать связка специалистов Рудольф Стрэули — Кобус ван дер Мерве. В 2002 году вместо ван дер Мерве функции помощника стал исполнять Клинтон Айзекс. Длительным не стало и это сотрудничество, так как оба тренера покинули команды ещё до окончания сезона. Очередными наставниками «акул» были избраны Кевин Путт и Тео ван Ренсбург. В 2003 году Айзекс вернулся в команду и стал помогать Путту. В таком составе тренеры работали до окончания сезона 2005 года. С 2006 года регбистов готовил Дик Мьюир, функции второго тренера исполнял Джон Пламтри. Перед кубком Карри 2007 года Пламтри занял основную позицию, в то время как Мьюир решил посвятить время совершенствованию своих навыков, в том числе в рамках занятий с легендарным тренером сэром Клайвом Вудвордом. С 2008 года Пламтри возглавляет клуб на постоянной основе, Мьюир же сначала работал ассистентом в сборной ЮАР, а затем перешёл в «Лайонз».

## Капитаны
- Гэри Тейманн (1996—1999)
- Уэйн Файви (2000)
- Марк Эндрюс (2001—2002)
- Шон Сауэрби (2003)
- Джон Смит (2004—2011)
- Йоханн Мюллер (2008—2010)
- Стефан Тербланш (2010—2011)
- Киган Дэниэл (2011—н. в.)

## Индивидуальные рекорды
- Наибольшее число игр: 100 (Джон Смит)
- Наибольшее количество очков: 361 (Батч Джеймс)
- Наибольшее количество очков в одном матче: 50 (Гевин Лоулесс, «Хайлендерс», 1997)
- Наибольшее количество очков в сезоне: 193 (Патрик Ламби, 2011)
- Наибольшее количество попыток: 29 (Стефан Тербланш)
- Наибольшее количество попыток в одном матче: 4 (Гевин Лоулесс, «Хайлендерс», 1997; Стефан Тербланш, «Чифс», 1998)
- Наибольшее количество попыток в сезоне: 13 (Джеймс Смолл, 1996)
- Наибольшее количество реализаций: 64 (Генри Оуниболл)
- Наибольшее количество реализаций в одном матче: 9 (Гевин Лоулесс, «Хайлендерс», 1997)
- Наибольшее количество реализаций в сезоне: 25 (Гевин Лоулесс, 1997)
- Наибольшее количество реализованных пенальти: 73 (Батч Джеймс)
- Наибольшее количество реализованных пенальти в одном матче: 7 (Гевин Лоулесс, «Уаратаз», 1997)
- Наибольшее количество реализованных пенальти в сезоне: 30 (Гевин Лоулесс, 1997)
- Наибольшее количество дроп-голов: 4 (Фредерик Мишалак)
- Наибольшее количество дроп-голов в одном матче: 2 (Фредерик Мишалак, «Стормерз», 2012)
- Наибольшее количество дроп-голов в сезоне: 3 (Фредерик Мишалак, 2012)

## Достижения
- Супер Регби
  - Второе место: 1996, 2001, 2007, 2012
  - Выход в полуфинал: 1997, 1998, 2008
  - Выход в плей-офф: 2011
- Европейский кубок вызова
  - Победитель: 2024